# Villiers-aux-Bois
Villiers-aux-Bois é uma comuna francesa na região administrativa da Champanha-Ardenas, no departamento de Haute-Marne. Estende-se por uma área de km², com habitantes, com uma densidade de 10 hab/km².